# FIAC
FIAC (фр. Foire internationale d’art contemporain) — парижская ежегодная ярмарка современного искусства. Считается самой крупной французской и одной из крупнейших европейских ярмарок современного искусства.

## История
Первая выставка состоялась в 1974 году под названием «Интернациональный салон современного искусства». В ней участвовало 80 галерей и присутствовало около 9 тысяч зрителей.

## Российское искусство на FIAC
- В 2005 году российский художник Давид Тер-Оганьян произвёл фурор[2] на 32-й ярмарке современного искусства FIAC проектом «Бомбы»[3][4]. «Выставочный комплекс был закрыт на два часа — полиция искала бомбы. И нашла — на стенде французской галереи Rabouan Moussion. Бдительные посетители сообщили о подозрительных предметах — тыквах и батонах с примотанными к ним скотчем будильниками. „Бомбы“ московского молодого художника Давида Тер-Оганьяна предоставила своему французскому партнеру московская галерея XL. После того как полиция, создав дополнительную рекламу, удалилась, объекты были немедленно проданы»[5].